# Římskokatolická farnost Bohuslavice nad Metují
Římskokatolická farnost Bohuslavice nad Metují je územním společenstvím římských katolíků v rámci náchodského vikariátu královéhradecké diecéze.

## O farnosti

### Historie
Kostel v Bohuslavicích je zmiňován již v roce 1100, farnost (plebánie) je prvně písemně doložena v roce 1384. Za třicetileté války farnost zanikla a Bohuslavice byly přifařeny k Novému Městu nad Metují. V roce 1742 byla v obci zřízena lokálie, která byla posléze v roce 1857 povýšena na samostatnou farnost.

### Přehled duchovních správců
- 1970–1989 R.D. Mgr. Václav Hušek (19. 4. 1939 - 16. 4. 2017) (interkalární administrátor)
- 1989–1992 R.D. Jaroslav Smrček (23. 1. 1951 - 10. 2. 2005) (administrátor ex currendo z Dobrušky)
- 1992–1999 R.D. Josef Špelda (20. 2. 1916 - 13. 5. 1999) (farář)
- 1999–2002 R.D. Mgr. Jan Linhart (administrátor ex currendo z Nového Města nad Metují)
- 2002–2017 R.D. Vladimír Janouch (administrátor ex currendo z Nového Města nad Metují)
- 2017–2018 R.D. ThLic. Mgr. Jaroslaw Furtan, Ph.D. (administrátor ex currendo z Českého Meziříčí)
- od 2018 R.D. Mgr. Václav Loukota (administrátor ex currendo z Českého Meziříčí)

### Současnost
Farnost je administrována ex currendo z Českého Meziříčí.
| Kostel                         | Místo                  | Bohoslužba           | Bohoslužba  | Poznámka        |
| ------------------------------ | ---------------------- | -------------------- | ----------- | --------------- |
| Kostel svatého Mikuláše        | Bohuslavice nad Metují | neděle čtvrtek pátek | 11.00 18.00 | farní kostel    |
| Kostel svatého Jakuba Staršího | Černčice               | sobota               | 17.00       | filiální kostel |